# Göçenli, Zile
Göçenli là một xã thuộc huyện Zile, tỉnh Tokat, Thổ Nhĩ Kỳ. Dân số thời điểm năm 2011 là 126 người.